# 天主教塞拉亞教區
天主教塞拉亞教區（拉丁語：Dioecesis Celayensis）是墨西哥一個羅馬天主教教區，屬萊昂總教區。
教區成立於1973年10月13日，位於瓜納華托州南部，2006年有教友1,403,000人（佔轄區總人口90.8%）、六十五個堂區、237名司鐸。目前教區主教為本雅明·卡斯蒂略·普拉森西亞。